# Microminéralogie

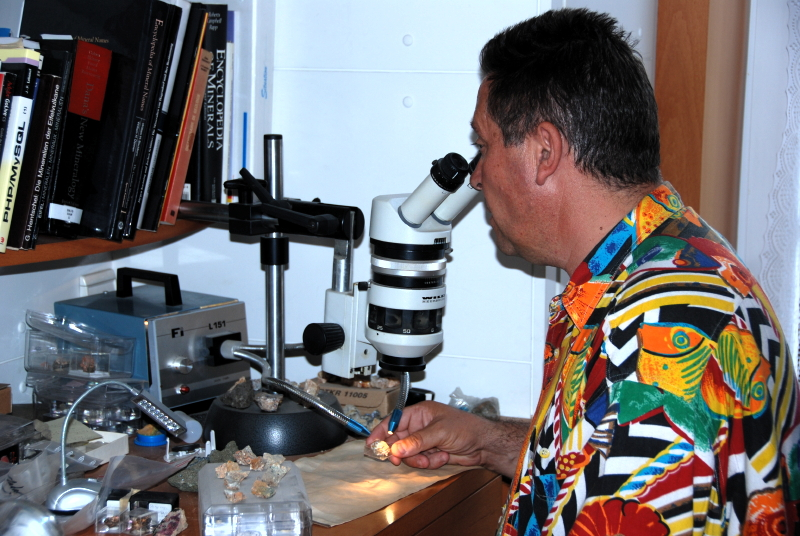
Étude d'un micromontage à la binoculaire

Une micromonture est un petit échantillon minéralogique monté sur une tige pour être examiné à l'aide d'une loupe binoculaire à des grossissements variant de 10 à 80 fois.
Une fois prélevés sur le terrain, les échantillons sont réduits à l'aide d'une cisaille à main ou d'un trimeur (cisaille hydraulique). Les cristaux sont ensuite « montés » sur une tige collée dans une boite, afin de pouvoir les disposer de façon qu'ils offrent le meilleur angle possible à l'observation visuelle ou photographique à l'aide d'une loupe binoculaire.
Remarque : Il existe de nombreuses méthodes de « montage » : sur tige de balsa, sur mastic, sur aiguille…
- Ils garantissent une manipulation aisée, sans risque de détérioration.
- Ils concourent à une protection générale qui conservera à l'exemplaire toutes ses qualités originelles.
- Ils prennent moins de place chez soi.
- Ils représentent 90 % des espèces minérales (10 % pour les minéraux macroscopiques).[réf. souhaitée]
- Pour ceux qui veulent acheter des micromontures sur les bourses ou autrement, ils sont beaucoup plus économiques que les minéraux macroscopiques.

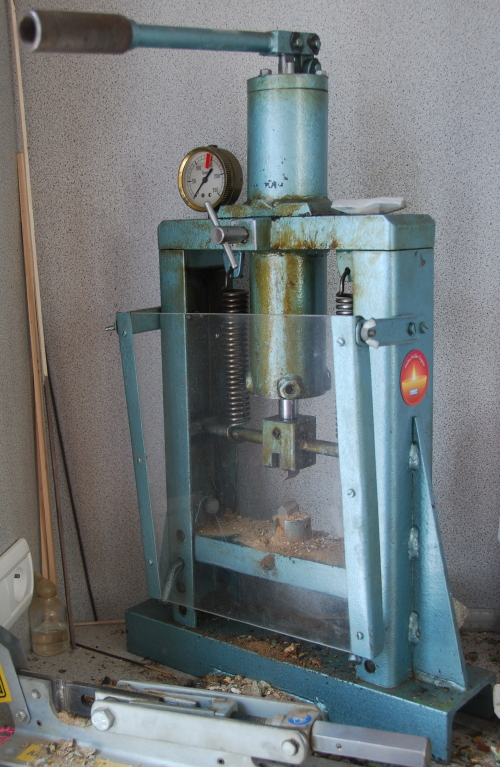
Trimeur hydraulique
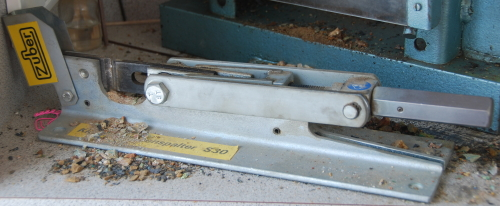
Cisaille à main

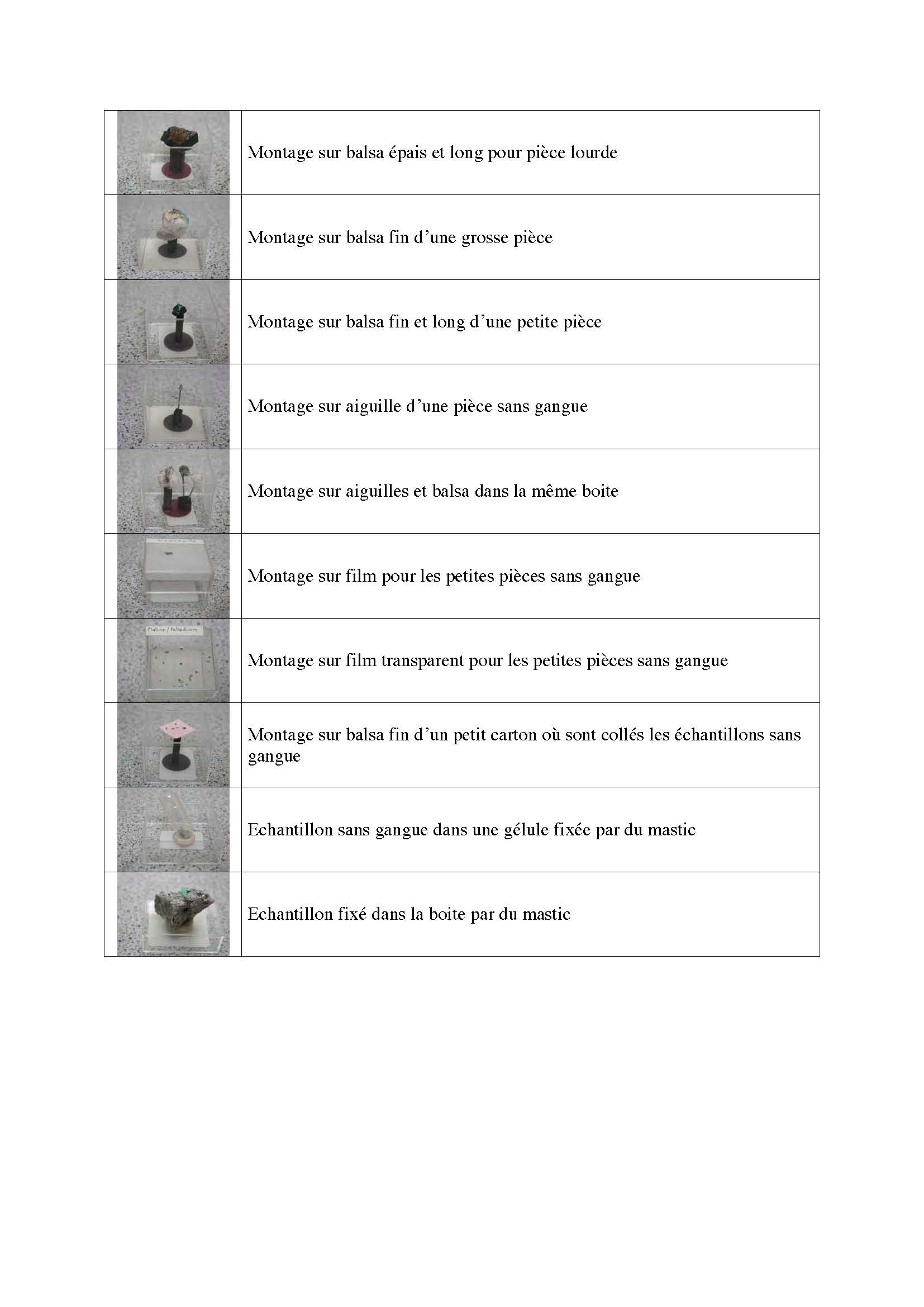
Différents types de montage

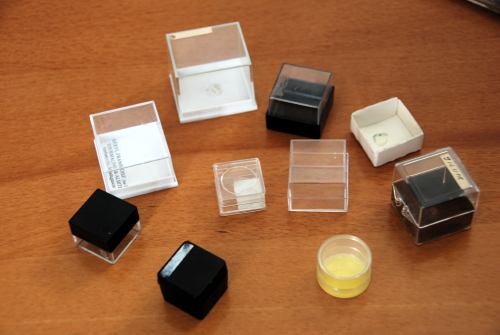
Différents types de boite pour micromontage

## Sources
- (en) Quintin Wight (1993). The Complete Book of Micromounting. Mineralogical Record Press. 283 p.